# 小行星8662
小行星8662（英語：8662）是一颗围绕太阳公转的小行星。1990年10月22日，上田清二、金田宏在钏路市发现了此天体。
这颗小行星的绝对星等为267.7413884488769等。